# Jacques Etienne Gay
Jacques Étienne Gay (11 de octubre de 1786 - 16 de enero de 1864 ) fue un botánico, coleccionista, taxónomo, y funcionario francés nacido en Suiza.

## Biografía
Su afición por la historia natural fue desde pequeño. Siempre afirmaba el profesor Jean François Aimée Gaudin que su alumno más contraído y luego famoso era Jacques Etienne Gay. Gay colectaba plantas con Gaudin, cuándo aún tenía 14 años.
Se casó con Rosalie Nillion.
Se poseen 520 registros IPNI de sus identificaciones y nombramientos de especies nuevas.

## Algunas publicaciones
- 1857. Recherches sur les caractères de la végétation du fraisier et sur la distribution géographique de ses espèces, avec la description de deux nouvelles. Annales des Sciences Naturelles (Botanique) 4ª ser. 8: 185-208

- 1848. Eryngiorum novorum vel minus cognitorum heptas. 39 p.

- 1842. Erysimorum quorundam novorum diagnoses simulque Erysimi muralis descriptionem. 16 p.

- 1836. «Duriaei Iter Asturicum Botanicum : Anno 1835 Susceptum». Ann. des sciences naturelles 2 (6 ): 113-137;213-225; 340-355

- 1821. Monographie des cinq genres de plantes que comprend la tribu des Lasiopétalées dans la famille des Buttneriacees. 38 p. 8 pl.

## Honores

### Eponimia
Géneros botánicos
- (Malvaceae) Gaya Kunth[1][2]

- (Sterculiaceae) Gaya Spreng.[3]

Especies
- (Amaryllidaceae) Narcissus gayi (Henon) Pugsley[4]

- (Cyperaceae) Cyperus gayi (C.B.Clarke) Kük.[5]

- (Potamogetonaceae) Potamogeton gayi A.Benn., 1892[6]</ref>

- La abreviatura «J.Gay» se emplea para indicar a Jacques Etienne Gay como autoridad en la descripción y clasificación científica de los vegetales.[7]